# Out for a Kill
Out for a Kill é um filme estadunidense de 2003, do gênero ação dirigido por Michael Oblowitz e estrelado por Steven Seagal.

## Elenco
- Steven Seagal como Prof. Robert Burns
- Michelle Goh como Officer Tommie Ling
- Corey Johnson como DEA Agent Ed Grey
- Tom Wu como Li Bo
- Ozzie Yue como Fang "The Barber" Lee
- Bruce Wang como Tang "The Bird" Zhili
- Chike Chan como Mr. Chang
- Hon Ping Tang como Sai Lo
- Dave Wong como Yin Quinshi
- Chooi Kheng-Beh como Wong Dai
- Elaine Tan como Luo Yi
- Michael J. Reynolds como Dean
- Kata Dobó como Maya Burns
- Vincent Wong como Luo Dazhong
- Ray Charleson como Harry "Crash" Kupper
- Ganbaatar Tsevegjav como Mr. Tan

## Controvérsias
O dublê Sam Cam Lui recebeu £ 10.000 após se ferir durante uma cena de luta com Steven Seagal.